# Bătăliile de la Isonzo

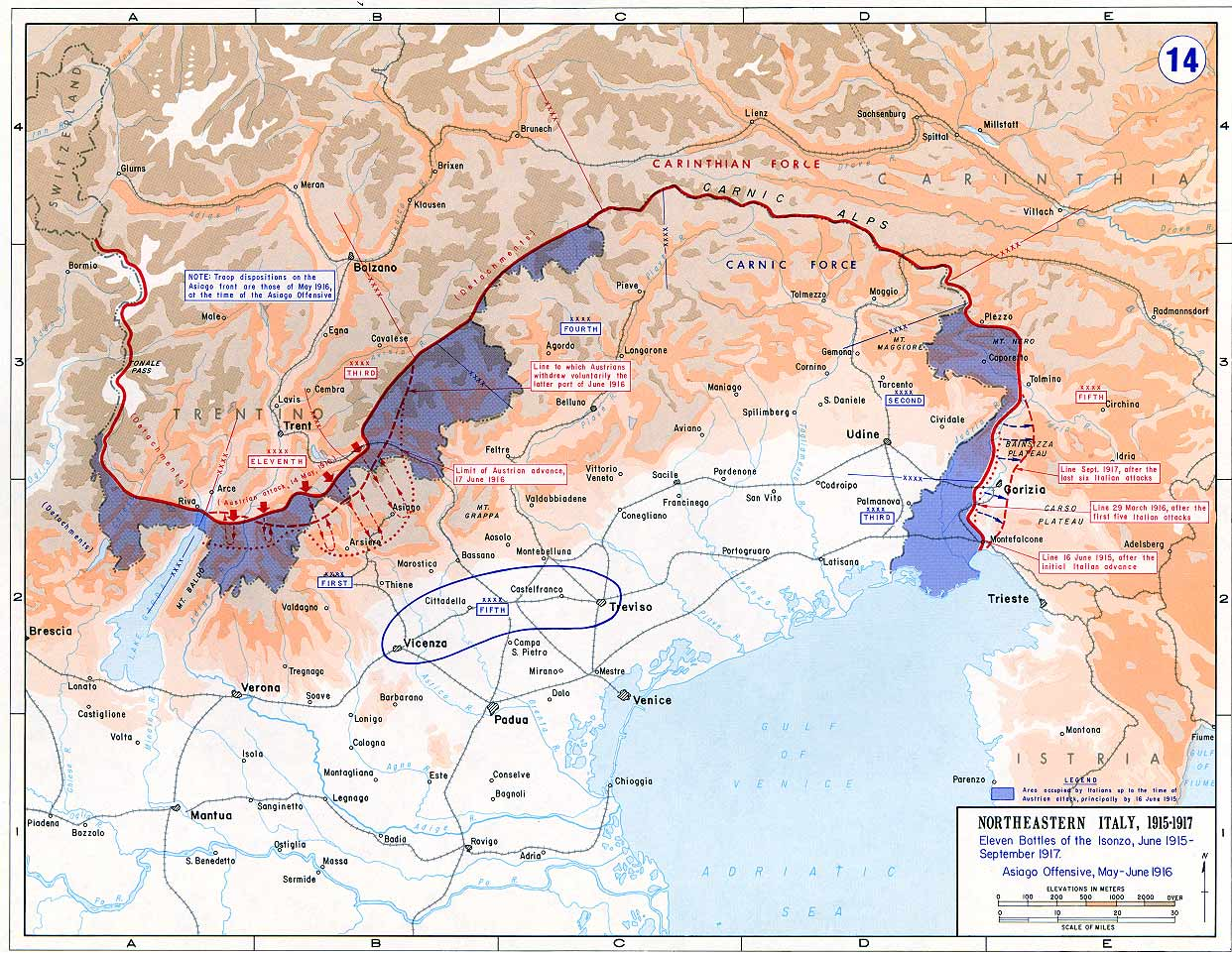
Deplasarea frontului între 1915 und 1917

Bătăliile de la Isonzo se referă la douăsprezece bătălii sângeroase dintre Italia și Austro-Ungaria din primul război mondial. Denumirea provine de la râul Isonzo pe valea căruia au avut loc conflictele militare. Teitoriul se află azi în mare parte în Slovenia.

## Bătăliile
La data de 23 mai 1915, Italia care s-a menținut neutră, declară război Austriei. Inainte de conflictele de pe Valea Isonzo, marina militară a surprins flota italiană la Veneția, pe care o bombardează fără a suferi pierderi.
In primul război mondial au avut loc lupte sângeroase pe valea superioară a lui Isonzo, după ce la data de 23. mai 1915 Italia a declarat război Austro-Ungariei, având loc în total dousprezece bătălii, în care au avut loc 11 ofensive italiene, fără un rezultat, care a determinat moartea a sute de mii de soldați. La sfârștul lunii octombrie 1917 ofensiva comună a trupelor germano-austriece, a reușit în bătălia a douăsprezecea să străpungă la Bovec (Flitsch), Kobarid (Karfreit, Caporetto) și Tolmin (Tolmein) frontul italian, care pentru a evita o încercuire sunt nevoite să se retragă pe Valea Piave. De menționat este faptul că la aceste lupte a participat și locotenentul Erwin Rommel, care devine general în al doilea război mondial, primind porecla de „Vulpea deșertului” în luptele din Africa. 
In prima bătălie au lupte grele pentru platoul de la Doberdò, situat între Monfalcone și Sagrado pentru a ajunge la podul de la Görz (ital. „Gorizia“, slow. „Gorica“) prin care se putea traversa valea Isonzo. (Pierderi: Italia 15.000, Austro-Ungaria 10.000 de morți și răniți)
In bătălia a doua au avut ciocniriMonte San Michele și Gorizia, trupele italiene reușesc să ajung pe o parte a platoului Doberdò. (Pierderi: Italia 42.000, Austro-Ungaria 46.000 de morți și răniți)
In a treia bătălie se continuă lupta pentru platoul Dorbedo, și eșuează din nou de a deschide calea spre Monte San Michele. (Pierderi: Italia 60.000, Austro-Ungaria 42.000 de morți și răniți)
In a patra bătălie numită și „Bătlia pentru Parlament” în care generalul italian Luigi Cadorna vrea cu orice preț o victorie deoarece se apropie alegerile în parlament. Incercare italiană de a ajunge pe platoul Dorbedo, soldată din nou cu eșec. (Pierderi: Italia 41.000, Austro-Ungaria 57.000 de morți și răniți)
Bătăliile următoare, fiind în continuare ofensive italiene au rămas fără rezultat, atacurile fiind respinse cu pierderi importante de ambele părți.

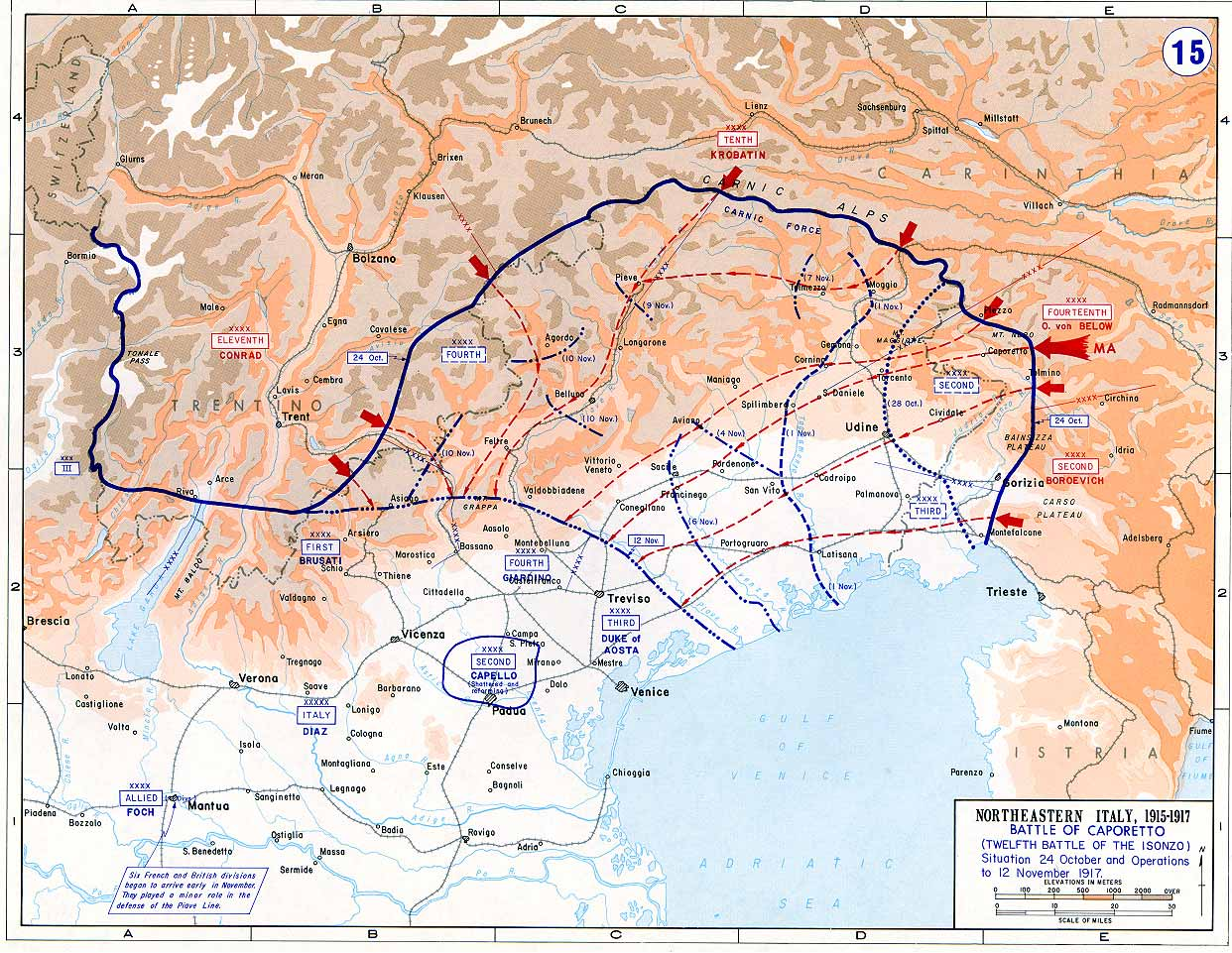
Situația frontului la Bătălia a XII-a. la data de 12. noiembrie 1917

O schimbare în linia frontului a avut loc în bătălia a douăsprezecea (24 octombrie-27 octombrie 1917) numită și bătălia de la Caporetto (în italiană Battaglia di Caporetto) când a pornit o ofensivă germano-austriacă, sub comanda generalului german Otto von Below care a fost trimis la Isonzo, fiind prezent și locotenentul Erwin Rommel care a contribuit la luarea de prinzioneri ca. 10 000 de soldați italieni, el va fi decorat cu Pour le Mérite. 
Un factor determinant care a favorizat victoria austro-germană a fost folosirea gazului de luptă fosgen, la data de 24 octombrie ora 6 dimineața, a pornit ofensiva reușind crearea unei breșe în apărarea italiană care era din punct de vedere numeric superioară numărului de atacanți. Soldații italieni aveau două alternative ori mureau prin intoxicare cu fosgen sau băteau în retragere. In seara zile de 25 octombrie cu excepția lui Monte Matajur, apărarea italiană era nimicită. Linia frontului va deveni Prestreljenek – Kanin – Skutnik – Uccea – Stol – Monte Mia – Prapotnizza – Globočak – Kambresko – Ronzina – Kanalski vrh – Bate, cursul superior al văii Isonzo fiind ocupat de austrieci. In zilele următare a urmat una din cele mai mari înfrângeri suferite în istoria Italiei. Inainte de aceste bătălii Italia a intrat în război cu 1,3 milioane de soldați, iar la sfârșt abia i-au rămas 500 000 de soldați combatanți. Numărul mare de pierderi suferite de italieni s-a datorit și panicii iscate în rândul soldaților. In perioada următoare reușește armata austriacă să ajungă până la Piave unde va fi oprită de trupele franceze și britanice sosite în ajutor ca și pentru reorganizarea trupelor italiene demoralizate.